# Ja jestem (gra komputerowa)
Ja jestem – polska komputerowa gra przygodowa typu wskaż i kliknij o tematyce biblijnej, stworzona przez Wydawnictwo Multimedialne Marana Tha. Wydana została przez MarkSoft 21 stycznia 2002 roku wyłącznie na komputery osobiste.
Jako oprawę muzyczną do gry wykorzystano piosenki z pierwszych dwóch płyt zespołu dziecięcego Arka Noego. W planach znajdowały się hiszpańskojęzyczna wersja gry oraz jej kontynuacja, jednak nigdy nie zostały one zrealizowane.

## Fabuła
Głównym bohaterem jest Filip, który chcąc spotkać Jezusa zostaje przeniesiony do Galilei za jego życia. Chłopiec bierze udział w wydarzeniach z Nowego Testamentu, począwszy od narodzin Jezusa do jego śmierci. W grze znalazł się również specjalny przewodnik dla dzieci zawierający zagadnienia związane z religią.